# Xã Hamilton, Quận Hamilton, Iowa
Xã Hamilton (tiếng Anh: Hamilton Township) là một xã thuộc quận Hamilton, tiểu bang Iowa, Hoa Kỳ. Năm 2010, dân số của xã này là 202 người.